# Vitesse de flamme
La vitesse de flamme est la vitesse de l'extension du front de flamme dans une réaction de combustion. Tandis que la vitesse de la flamme est généralement utilisée pour un combustible, un terme connexe est la vitesse de détonation, qui est le même concept pour un explosif. Les ingénieurs spécialistes des combustions différencient les vitesses de flamme laminaires des vitesses de flamme turbulentes. La vitesse de la flamme est généralement mesurée en mètres par seconde (m/s).

## Cas des moteurs à combustion interne
Dans un moteur à combustion interne, la vitesse de la flamme d'un combustible est une propriété qui détermine sa capacité à subir une combustion contrôlée, sans détonation. La vitesse de flamme est utilisée avec la température de flamme adiabatique pour déterminer l'efficacité du moteur. Selon une source :
« [...]les processus de combustion à vitesse de flamme élevée, qui se rapprochent des processus à volume constant, devrait se traduire par des rendements élevés. »
La vitesse de front de flamme typique pour l'essence est de 20 / 40 m/s.